# Ставрев
Ставрев е българско родово име. Произхожда от мъжкото собствено име Ставри, Ставре или Ставро, което има гръцка етимология. На гръцки σταυρός (ставрос) се превежда като „кръст“ и има за славянобългарски еквивалент Кръстьо, Кръстан и пр.

## Личности с такова родово име
- - Ставрев
- Атанас Ставрев (1918 – 1990), футболист и футболен съдия
- Иван Старев (р. 1940), поет и филолог
- Пламен Ставрев (1953 – 2011), музикант, поет и преводач
- Стоян Ставрев (р. 1975), футболист
  - Ставрева
- Петя Ставрева (1977 – 2024), български политик
  - Ставрески
- Зоран Ставрески (р. 1978), политик